# Vincent Seremet
Vincent Seremet, født 1930 ved Ringsted flyveplads, er en dansk faldskærmsudspringer og flykonstruktør. Seremet har designet og fløjet tæt ved 30 forskellige enpersoners luftfartøjer.
Fartøjerne, som han konstruerede i perioden mellem 1957 og 1996 inkluderer rygbårne helikoptere, mere konventionelle små helikoptere, autogyroer, flyvende vinger og motordrevne paraglider. Nogle af fartøjerne er udstillet på Danmarks Tekniske Museum i Helsingør.